# 小堺みさき
小堺 みさき（こざかい みさき、1979年12月5日 - ）は、日本の元女子バスケットボール選手、現指導者。東京都出身。実践学園高等学校卒業。現役時代のポジションはガードフォワード。

## 来歴
実践学園高等学校ではウィンターカップに出場しベスト5にも選ばれる。
卒業後は富士通に進み、オールジャパン優勝を経験し、Wリーグではフリースロー賞も獲得。
2006年の引退後は立命館大学女子バスケットボール部ヘッドコーチに就任。
2015年、アイシン・エィ・ダブリュ ウィングスコーチに就任。
2017年、男子Bリーグに所属する茨城ロボッツのアシスタントコーチに就任。
2019年より茨城ロボッツU15育成コーチ兼ROBOTSバスケットボールスクールコーチを務める。

## 経歴
- 実践学園高校 - 富士通（1998年〜2006年）